# Johann Wilhelm Trollmann
Johann Wilhelm “Rukeli“ Trollmann (Wilsche, 27 de diciembre de 1907 - Neuengamme, 9 de abril de 1944) fue un boxeador alemán de origen gitano, víctima de la política racista del régimen nazi, que primero le desposeyó del título alemán del peso semipesado que había conquistado en 1933, y diez años después acabó con su vida en el campo de concentración de Neuengamme.

## Carrera deportiva
Apodado Rukeli, que en romaní significa "árbol fuerte", comenzó su carrera en la segunda mitad de la década de 1920, pero se hizo famoso en su país a finales de la década. Su estilo se caracterizaba por movimientos ligeros, con una gran agilidad de desplazamientos que recordaba a los pasos de ballet. El joven y carismático Trollmann fue también apreciado por las aficionadas "fans", que a menudo se mostraban entusiasmadas al acabar sus combates, y rápidamente se convirtió en un sex symbol.
Rukeli fue desposeído de la corona alemana del peso semipesado que había conquistado el 9 de junio de 1933 ante Adolf Witt por imposición del régimen nazi de Adolf Hitler, motivada por su política racista. A pesar de haber ganado con rotundidad, los jueces de ring decretaron el final del combate con una "no decisión", pero tras las muestras de indignación de los aficionados, que estuvieron a punto de acabar en un tumulto, se le concedió el combate. Sin embargo, ocho días después se le retiró el título, argumentando una "conducta inapropiada" (probablemente, bajo el pretexto de las lágrimas de alegría después de su victoria). La organización profesional de boxeo alemana le obligó a pelear el 21 de julio contra Gustav Eder, prohibiéndole moverse del centro del ring, so pena de revocación de la licencia. Trollmann se presentó a este combate con su pelo teñido de rubio y el cuerpo espolvoreado con talco, una especie de caricatura de ario, siendo derrotado en cinco asaltos debido a que no opuso resistencia para avergonzar a la Alemania Nazi.
Este fue el zenit y el comienzo del fin de su carrera. Debido a la represión política, la federación alemana hizo casi imposible combatir a Rukeli, que tuvo que dedicarse a exhibiciones circenses hasta que le fue definitivamente retirada la licencia profesional en 1935.

## La persecución nazi
La persecución racial del Tercer Reich contra los gitanos y romaníes malogró no sólo su carrera sino también su vida. En 1939 fue llamado a filas por la Wehrmacht; alistado en el ejército alemán, fue destinado al frente ruso. A pesar de ello, cuando regresó a Alemania en 1941, la Gestapo lo internó en el campo de concentración de Neuengamme cerca de Hamburgo. En este caso, para poder alimentarse, se vio obligado a luchar contra los guardias del campamento dejándose noquear, a pesar de estar débil y enfermo. Murió el 9 de febrero de 1943 posiblemente alcanzado por una bala (aunque otra versión indica que pudo morir apaleado tras ganar un combate a un capo del campo de concentración).

## Premios póstumos

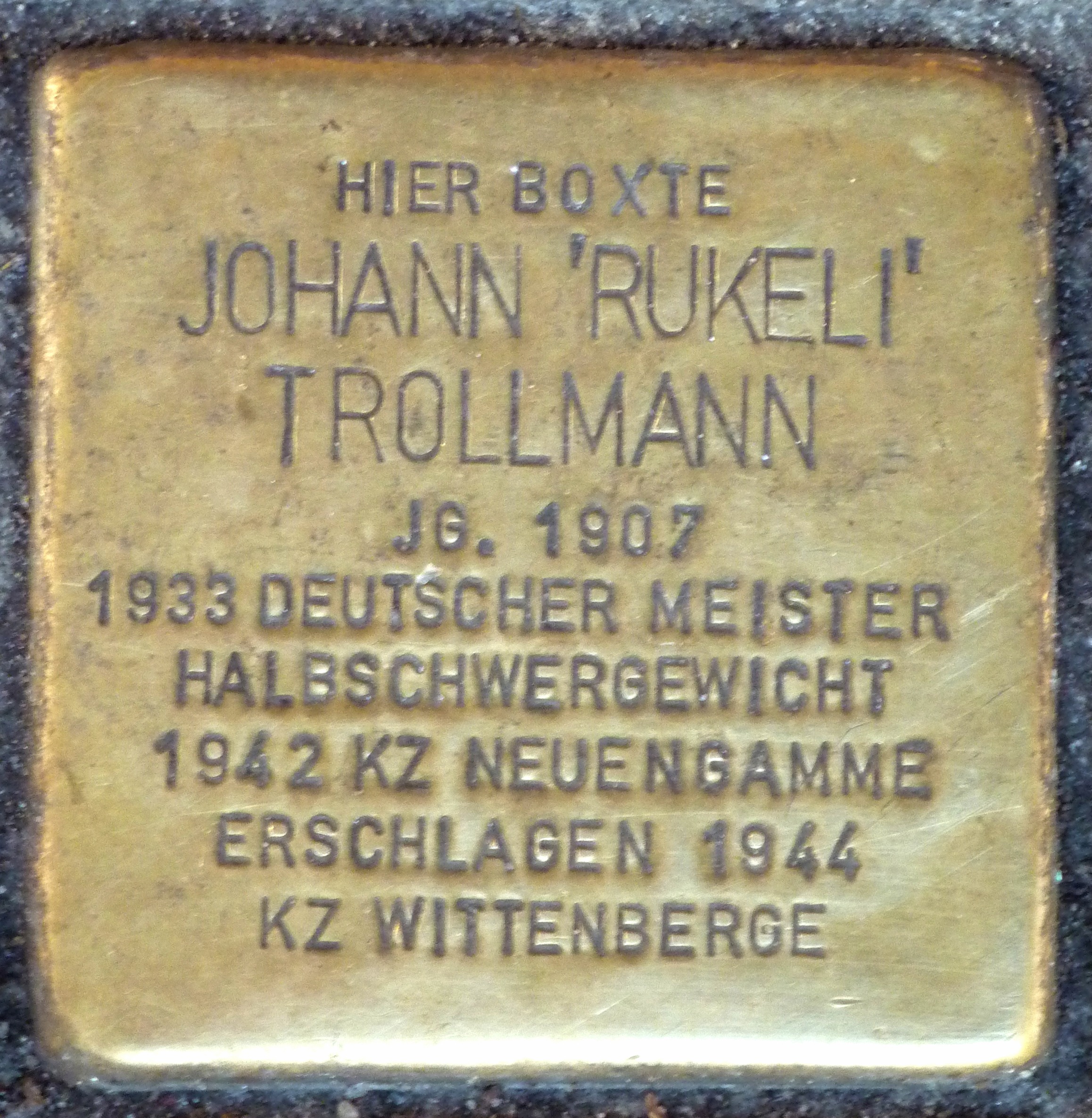
Stolpersteine dedicada a Rukeli en Hamburgo.

En 2003, la Federación pugilística alemana decidió restituir su corona, setenta años después de su muerte, otorgándole simbólicamente a su familia el nombramiento oficial del título a Johann Trollmann de campeón alemán del peso semipesado.

## En la cultura
En 2009 se colocó una Stolpersteine en su recuerdo delante del antiguo teatro Flora de Hamburgo (hoy centro social y cultural «Rote Flora»), donde libró varios combates.
En 2016, Dario Fo publicó Razza di zingaro, que narra en clave novelesca la vida de Trollmann.
En España, dos premiadas obras de teatro le rinden homenaje:
- Rukeli, obra de Carlos Contreras Elvira[5]
- Puños de harina, de Jesús Torres[6]